# Instituto Madrileño de Investigación y Desarrollo Rural, Agrario y Alimentario
El Instituto Madrileño de Investigación y Desarrollo Rural, Agrario y Alimentario (IMIDRA) es un organismo autónomo de carácter mercantil de la Comunidad de Madrid, fundado en 1997. Se ocupa de la innovación e I+D en el sector primario e industrias asociadas. Está adscrito a la Consejería de Medio Ambiente, Ordenación del Territorio y Sostenibilidad de la Comunidad de Madrid.

## Historia
El Instituto Tecnológico de Desarrollo Agrario (ITDA) se creó el 31 de diciembre de 1996; y el 26 de diciembre de 1997 se creó el Instituto Madrileño de Investigación Agraria y Alimentaria (IMIA). El 1 de enero de 2005, como resultado de la unión del ITDA y del IMIA se creó el Instituto Madrileño de Investigación y Desarrollo Rural, Agrario y Alimentario (IMIDRA) como Organismo Autónomo de carácter mercantil, que está adscrito a la Consejería de Medio Ambiente, Ordenación del Territorio y Sostenibilidad de la Comunidad de Madrid. Con la fusión se pretendía "una mejor gestión de los recursos y un mejor aprovechamiento del patrimonio, utilizándose las fincas no solo para la realización de ensayos o la transferencia de tecnología sino también poniéndolas al servicio de la investigación en aras de la innovación y el avance empresarial del mundo agrícola, ganadero y alimentario de la Comunidad de Madrid". 
El IMIDRA participa en el Consejo de la Vid y el Vino de la Comunidad de Madrid, como órgano de estudio de las políticas de la Administración Autonómica relativas a viticultura y enología. Para lo que dispone de un equipo científico en viticultura y de una gran colección de material genético de la vid en la Finca "El Encín" en Alcalá de Henares, con más de 3.532 accesiones en 15ha, es el denominado Banco de germoplasma de vid de "El Encín".
El Centro de Innovación Gastronómica de la Comunidad de Madrid se inauguró el 30 de noviembre de 2018. Dispone de una superficie de 780 m² en el espacio Platea de la Plaza de Colón (Madrid), para desarrollar actividades formativas, de investigación (en su laboratorio de gastrociencia y sala de análisis sensorial de los alimentos) y promocionales de la gastronomía de la región. Todo ello gestionado por el Instituto Madrileño de Investigación y Desarrollo Rural, Agrario y Alimentario.

## Funciones
El Instituto Madrileño de Investigación y Desarrollo Rural, Agrario y Alimentario se dedica a la investigación y el desarrollo agrario, alimentario, forestal y rural de la Comunidad de Madrid. Por tanto, tiene tres líneas de actuación: investigación y desarrollo rural; transferencia de tecnología y conocimiento, difusión y formación; y servicio público de análisis y asistencia técnica.
Impulsa la formación y renovación de los conocimientos con las comunidades docente y científica, y cuenta con expertos en asesoramiento agrario especializado para los profesionales relacionados con el sector primario. Mediante sus laboratorios y fincas agropecuarias, desarrolla técnicas en diversos ámbitos y especialidades:
- Calidad agro-alimentaria (acreditado en vinos y aceites de oliva virgen) con Panel Oficial de Cata de Aceite de Oliva Virgen de la Comunidad de Madrid
- Identificación molecular de especies
- Análisis de calidad de suelos agrícolas y aguas
- Sanidad vegetal, con certificación oficial EOR 84/14 del Ministerio de Agricultura, Pesca, Alimentación y Medio Ambiente para la realización de ensayos oficialmente reconocidos.
- Genética y reproducción animal, banco de germoplasma y control lechero
- Recuperación y conservación de especies forestales autóctonas
- Recuperar variedades hortícolas y razas tradicionales
- Incrementar la rentabilidad de las explotaciones agrícolas y ganaderas madrileñas.
- Desarrollar estrategias de manejo de cultivos herbáceos de secano desde una perspectiva agroecológica.

## Instalaciones

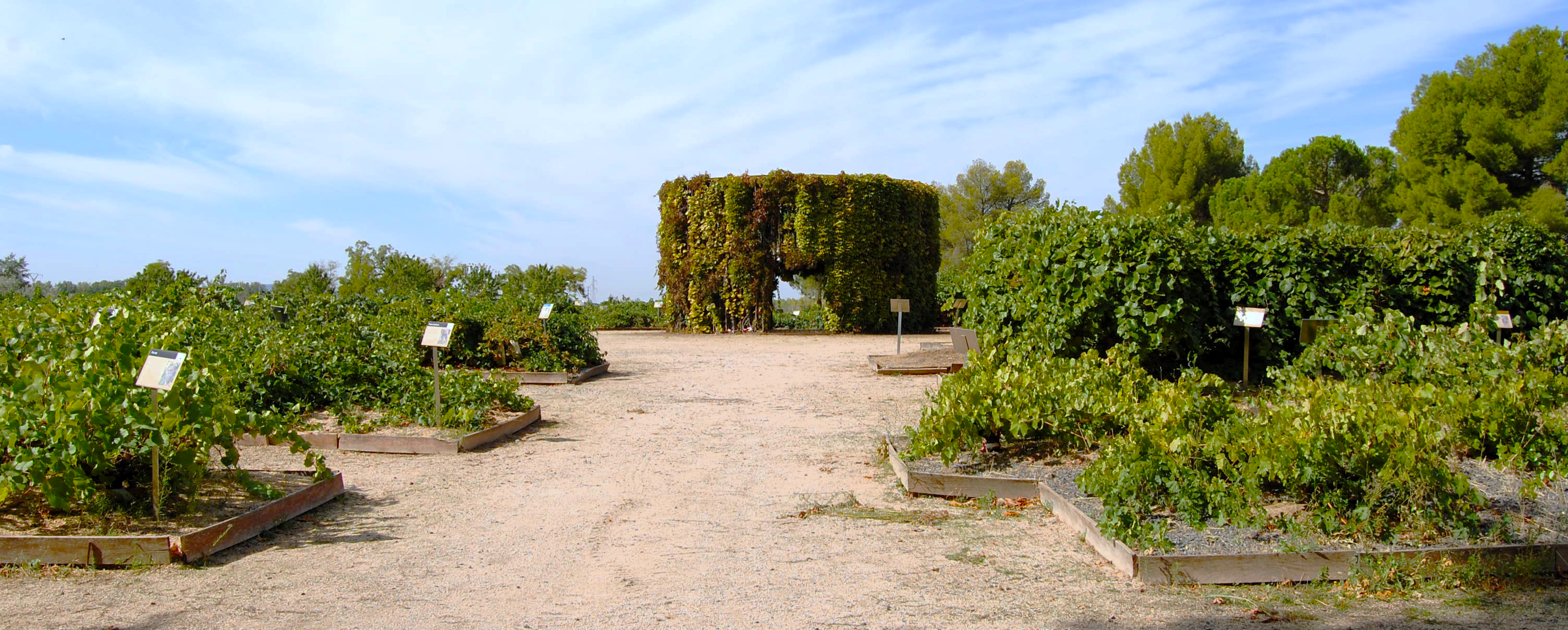
Museo Ampelográfico de El Encín

Dispone de una serie de fincas y centros de tecnificación destinados a la experimentación, con el objetivo de transferir conocimiento a los sectores agrario, alimentario y ganadero. El IMIDRA distribuye sus complejos agropecuarios entre siete municipios de la Comunidad de Madrid:
- Alcalá de Henares: finca "El Encín". Ensayos rotación cereal-leguminosa de larga duración, laboratorio alimentario, de suelos, de biología molecular y Museo Ampelográfico.
- Aranjuez: "La Chimenea" y "Sotopavera". Centro de olivicultura y de testaje.
- Arganda del Rey: "La Isla". Centro de horticultura y fruticultura.
- Buitrago de Lozoya: "Riosequillo". Centro de mejora genética ganadera.
- Colmenar de Oreja: "El Socorro". Centro de viticultura
- Colmenar Viejo: "Censyra". Laboratorio de reproducción animal, de análisis genético, de leche y centro de exposiciones.
- El Escorial: "Vivero de El Escorial". Centro de investigación forestal, y de producción de plantas ornamentales y forestales.

También dispone del Centro de Innovación Gastronómica de la Comunidad de Madrid, sito en Marques de Zurgena, 2, Madrid